# Jean de Brunhoff
Jean de Brunhoff (9 de diciembre de 1899 - 16 de octubre de 1937) fue un escritor e ilustrador francés conocido por ser cocreador de Babar, un elefante protagonista de una serie de libros infantiles, publicado por primera vez en 1931. La historia fue originalmente contada por su esposa, Cecile de Brunhoff, a sus hijos Laurent y Mathieu. Tras el primer volumen publicó otros seis títulos.
Tras la muerte del autor, la editorial Hachette compró los derechos de impresión y publicación de la serie Babar, y el hijo de Jean, Laurent de Brunhoff, continuó la serie a partir de 1946, ilustrando los libros como hacía su padre. Las primeras siete historias se reeditaron y millones de copias se vendieron en todo el mundo.
Jean de Brunhoff está enterrado en el famoso cementerio Père Lachaise en París, Francia.

## Obras
- A.B.C. de Babar, 1936
- Babar y Papa Noel, 1940.
- Babar y sus hijos, 1938.
- Babar, el Rey, 1935.
- La Historia de Babar, 1934.
- Los viajes de Babar, 1934.
- Las vacaciones de Zefir, 1937.